# Costinel Gugu
Costinel Ionuț Gugu (n. 20 mai 1992, Craiova, România) este un fotbalist român, care joacă pe post de fundaș la Gloria Bistrița Năsăud în Liga a III-a. Pe plan internațional, are prezențe la națională pentru România Sub-21.
A debutat în Liga I pe data de 11 aprilie 2011 pentru Universitatea Craiova în meciul în deplasare cu Rapid, pierdut cu 2–0.